# Krnalovice
Krnalovice je malá vesnice, část obce Hukvaldy v okrese Frýdek-Místek. Jako část obce vznikla ke dni 26. 4. 2016. K 23. červnu 2016 bylo v obci registrováno celkem 54 obyvatel.
Krnalovice leží na severozápadním okraji Palkovických hůrek, konkrétně na úpatí Přední Babí hory, jižně od dálnice D48. Vsí protéká Krnalovický potok.
Dne 29. června 2016 byla k obci Hukvaldy přičleněna část obce Fryčovice; přičleněná část se stala součástí nově vzniklé části obce Krnalovice. K 1.1.2018 zde bylo trvale přihlášeno 87 obyvatel.
V roce 2021 se Krnalovice začaly rozrůstat o nové domy a obyvatele. Podle statistiky vedené obcí Hukvaldy bylo na konci roku 2022 v Krnalovicích registrováno 116 obyvatel.